# Elatostema grandidentatum
Elatostema grandidentatum es una especie de planta del género Elatostema, perteneciente a la familia Urticaceae.

## Taxonomía
Elatostema grandidentatum fue descrita por Wen Tsai Wang en 1979.

## Distribución
Se encuentra en el territorio del Himalaya oriental y el Tíbet.